# Noche UFC
«Noche UFC» es el nombre que la Ultimate Fighting Championship (UFC), una promotora de artes marciales mixtas, da a una serie de eventos realizados en el mes de septiembre que conmemora el Día de la Independencia de México. Estos eventos bien pueden ser numerados o como un evento Fight Night.
Lo que caracteriza a Noche UFC es que la mayor parte de la cartelera, incluyendo el evento principal, hay una variedad de peleadores mexicanos y de aquellos extranjeros que cuentan con descendencia mexicana.

## Descripción general
Tradicionalmente, Las Vegas había sido sede de importantes combates de boxeo en los que pugilistas mexicanos competían un 16 de septiembre o cerca de esa fecha, como parte de las llamadas «fiestas patrias» que se llevan a cabo en México durante el noveno mes del año. De ahí surgió la idea del presidente de UFC Dana White de hacer algo parecido en el ambito de MMA, y dijo que «Noche UFC buscará honrar la historia de los deportes de combate en México». Al coincidir ambos eventos en fechas, White también mencionó que Noche UFC entraba en una batalla de rating televisivos junto con las peleas del boxeador Canelo Álvarez.
En tiempos recientes y con el crecimiento del MMA mexicano, se anunció que el evento UFC Fight Night 227, que caía justamente un 16 de septiembre, sería el primero en llevar el nombre promocional de «Noche UFC». Allí, Alexa Grasso, primera mexicana campeona mundial de la organización, defendería el campeonato de peso mosca femenil ante la ex campeona Valentina Shevchenko.
Se creía que este evento conmemorativo sería cosa de una sola noche, pero a inicios de 2024, White dio el anuncio de que UFC 306 recibiría el nombre de «Noche UFC 2». El evento se llevó a cabo el 15 de septiembre en la naciente Sphere, donde la pelea estelar era entre Sean O'Malley y Merab Dvalishvili por el campeonato de peso gallo, mientras que la trílogia entre Grasso y Shevchenko por el título mosca femenil fue movida a la co-estelar.
En 2025 se anunció «Noche UFC 3», que originalmente se esperaba ser realizada dentro de suelo mexicano, especificamente en Guadalajara, Jalisco dentro del evento numérico UFC 320. No obstante, la cartelera se trasladó a San Antonio, Texas (y se convirtió en una Fight Night) debido a la paralización de la construcción de la Arena Guadalajara. Se anunció que Diego Lopes y Jean Silva formarían parte del evento principal.

## Eventos
| # | Fecha                    | Nombre      | Evento              | Pelea estelar                         | Arena             |
| - | ------------------------ | ----------- | ------------------- | ------------------------------------- | ----------------- |
| 1 | 16 de septiembre de 2023 | Noche UFC   | UFC Fight Night 227 | Alexa Grasso vs. Valentina Shevchenko | T-Mobile Arena    |
| 2 | 14 de septiembre de 2024 | Noche UFC 2 | UFC 306             | Sean O'Malley vs. Merab Dvalishvili   | The Sphere        |
| 3 | 13 de septiembre de 2025 | Noche UFC 3 | UFC Fight Night 259 | Diego Lopes vs. Jean Silva            | Frost Bank Center |